# Asmate cincta
Asmate cincta är en fjärilsart som beskrevs av Zubonski och Ruscinski. Asmate cincta ingår i släktet Asmate och familjen mätare. Inga underarter finns listade i Catalogue of Life.